# Ypsotingini
Tribu
Les Ypsotingini sont une tribu d'insectes qui fait partie de l'ordre des hémiptères, du sous-ordre des hétéroptères (punaises), de la famille des Tingidae et de la sous-famille des Tinginae.

## Liste des genres
Chorotingis
Derephysia
Dictyonota
Dictyotingis
Euaulana
Kalama
Ypsotingis